# Jackie Collins
Jacqueline Jill Collins, detta Jackie (Londra, 4 ottobre 1937 – Beverly Hills, 19 settembre 2015), è stata una romanziera e attrice britannica naturalizzata statunitense.
Sorella minore dell'attrice Joan Collins, scrisse 32 romanzi che vennero inclusi nella lista dei best seller compilata dal New York Times: si stima che nella sua carriera di autrice i suoi libri abbiano venduto circa 500 milioni di copie.

## Biografia
Jackie Collins nacque a Londra, da Elsa Bessant e Joseph William Collins, un agente teatrale che collaborò anche con Shirley Bassey, i Beatles e Tom Jones. Il padre era sudafricano ed ebreo, mentre la madre inglese era di confessione anglicana. Aveva una sorella maggiore, Joan Collins (nata nel 1933), e un fratello minore, Bill Collins (nato nel 1946).
A 15 anni la Collins fu espulsa dalla scuola e si dice che gettò l'uniforme scolastica nelle acque del Tamigi.
Esordì come attrice in una serie tv nel 1950. Fece alcune apparizioni nel 1960 in televisione prima di interpretare ruoli sul grande schermo. Interpretò se stessa, una volta famosa, in diverse serie nel 1980.
Il suo primo romanzo fu La sbandata, pubblicato nel 1968. Numerosi furono gli scandali nel libro, che valsero la reazione della celebre scrittrice di romanzi rosa Barbara Cartland che lo definì "brutto, sporco e disgustoso", e fu vietato in Australia e Sudafrica. Questo scandalo però rafforzò le vendite negli Stati Uniti e nel Regno Unito. Il suo secondo romanzo, Uno per tutte, fu pubblicato un anno più tardi e subentrò velocemente nelle liste dei libri più venduti delle maggiori pubblicazioni europee, confermandola come una stella del nascente genere bonkbuster.
Subito dopo diede alle stame Riserva di caccia, un altro successo nelle librerie dal 1971. A esso seguì nel 1974 Per odio, per amore. Quest'ultimo romanzo fu per la Collins la prima incursione nel mondo della criminalità organizzata, un genere che si sarebbe successivamente rivelato estremamente efficace per lei. A seguito di questo, pubblicò altri due romanzi nella metà degli anni 1970: Mariti e no nel 1975 e Giocatori e amanti, nel 1977. Il suo settimo romanzo, Seta e diamanti, è il seguito di Uno per tutte. Entrambi, rispettivamente nel 1978 e 1979, furono soggetti a trasposizione cinematografica con protagonista la sorella Joan Collins.
Il suo successivo romanzo è stato La roulette della vita, pubblicato all'inizio degli anni ottanta. L'opera ebbe diversi seguiti: Lucky (1985), Lady Boss (1990), La vendetta di Lucky (1996). Anche da questi quattro successi fu prodotta una miniserie televisiva. Oltre alla serie dedicata a Lucky Santangel, negli anni ottanta la Collins pubblicò la fortunata serie di Hollywood, di cui in Italia sono stati pubblicati solo due romanzi: Le signore di Hollywood (1983) e I mariti di Hollywood (Hollywood Husbands).
Nel 1989 partecipò al video del singolo Liberian Girl di Michael Jackson, tratto dall'album Bad.
Morì nel 2015 all'età di 77 anni a causa di un tumore al seno.

## Vita privata
Dal 1960 al 1964 fu sposata con Wallace Austin; dal matrimonio, terminato col divorzio, nacque una figlia, Tracy. Il rapporto era entrato in crisi a causa della tossicodipendenza dell'uomo.
Nel 1965 la scrittrice sposò il gallerista statunitense Oscar Lerman, di diciotto anni più vecchio. Il matrimonio fu celebrato nella casa di Joan Collins, all'epoca moglie di Anthony Newley. Jackie e Oscar ebbero due figli: una femmina, Tiffany, e un maschio, Rory. Oscar inoltre adottò formalmente la prima figlia di Jackie.
Rimasta vedova nel 1992, intraprese una relazione con l'uomo d'affari italoamericano Frank Calcagnini, durata fino alla morte di lui.

## Opere
- La sbandata (The World is Full of Married Men) (1968)
- Uno per tutte (The Stud) (1969)
- Riserva di caccia (Sunday Simmons & Charlie Brick) (1971)
- Per odio, per amore (Lovehead) (1974)
- Mariti e no (The World is Full of Divorced Women) (1975)
- Giocatori e amanti (Lovers and Gamblers) (1977)
- Seta e diamanti (The Bitch) (1979)
- Rock Star (Rock Star) (1988)
- American Star (American Star) (1993)
- Fremiti (Thrill!) (1998)
- Lovers & Players (2006)
- La mia vita ha un solo amore (Married Lovers) (2008)
- La principessa di Beverly Hills (Poor Little Bitch Girl) (2009)
- The Power Trip (2012)

Serie Hollywood
- Le signore di Hollywood (Hollywood Wives) (1983)
- I mariti di Hollywood (Hollywood Husbands) (1986)
- Hollywood Kids (1994)
- Hollywood Wives: The New Generation (2001)
- Hollywood Divorces (2003)

Serie Lucky Santangelo
- La roulette della vita (Chances ) (1981)
- Lucky (Lucky) (1985)
- Lady Boss (Lady Boss) (1990)
- La vendetta di Lucky (Vendetta: Lucky's Revenge) (1996)
- Bacio pericoloso (Dangerous Kiss) (1999)
- Drop Dead Beautiful (2007)
- Goddess of Vengeance (2011)
- Confessions of a Wild Child (2013)

Serie Madison Castelli
- L. A. Connections:
  - Potere (Power) (1998)
  - Ossessione (Obsession) (1998)
  - Delitto (Murder) (1998)
  - Vendetta (Revenge) (1998)
- Seduzione letale (Lethal Seduction) (2000)
- Deadly Embrace (2002)

Altro
- The Lucky Santangelo Cookbook (2014)